# Affalikro
Affalikro est une localité de l'est de la Côte d'Ivoire, et appartenant au département d'Abengourou, région Indénié-Djuablin. La localité d'Affalikro est un chef-lieu de commune.